# Angélica da Costa

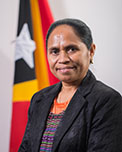
Angélica da Costa

Angélica da Costa (* 10. Dezember 1967 in Letefoho, Portugiesisch-Timor) ist eine Politikerin aus Osttimor. Sie ist Mitglied der Partei FRETILIN.

## Werdegang
Costa studierte am Pastoralinstitut Indonesien IPI und hatte einen Bachelor für Bildung im Fach Wirtschaft. Später arbeitete sie als Lehrerin an einer Prä-Sekundärschule. Ab 2012 war Costa Abgeordnete im Nationalparlament Osttimors. Sie wurde Mitglied in der Kommission für Infrastruktur und Soziale Einrichtungen (Kommission G). Bei den Parlamentswahlen in Osttimor 2017 gelang Costa auf Listenplatz 20 der FRETILIN der Wiedereinzug. Am 6. September wurde Costa zur Sekretärin des Parlamentspräsidiums gewählt. Außerdem wurde sie Mitglied in der Kommission für konstitutionelle Angelegenheiten, Justiz, Öffentliche Verwaltung, lokale Rechtsprechung und Korruptionsbekämpfung (Kommission A).
Bei den Parlamentswahlen 2018 verpasste Conceição den Einzug in das Parlament auf Listenplatz 46.
Von 2006 bis 2012 und wieder seit 2016 ist Costa Mitglied des Zentralkomitees der FRETILIN (CCF) und außerdem Koordinatorin der Organização Popular da Mulher Timorense (OPMT) in Manufahi.